# 인천고잔고등학교
인천고잔고등학교(仁川古棧高等學校)는 대한민국 인천광역시 남동구 논현동에 있는 공립 고등학교이다.

## 학교 연혁
- 2007년 11월 8일 : 인천고잔고등학교 설립 인가
- 2010년 3월 1일 : 초대 김기룡 교장 취임
- 2010년 3월 3일 : 신입생 332명 입학(11학급)
- 2013년 2월 7일 : 제1회 졸업생 310명 졸업
- 2022년 9월 1일 : 제5대 권순범 교장 취임
- 2023년 2월 10일 : 제11회 졸업식 (졸업생 270명)
- 2023년 3월 2일 : 신입생 288명 입학(10학급)

## 참고 자료
- 인천고잔고등학교 - 한국교육학술정보원 학교알리미